# 나타역
나타역(일본어: 奈多駅 なたえき[*])은 일본 후쿠오카현 후쿠오카시 히가시구에 위치한 규슈 여객철도 가시 선의 철도역이다. 단선 승강장 1면 1선의 구조를 갖춘 지상역이다.

## 역 주변
- 후쿠오카 시립 나타 초등학교

## 역사
- 1960년 8월 1일 : 일본국유철도가 개설.
- 1987년 4월 1일 : 일본국유철도 분할 민영화에 의해, 규슈 여객철도가 승계.
- 1988년
  - 3월 : 역사 신설.
  - 7월 21일 : 위탁 직원을 배치.
- 2009년 3월 1일 : IC카드 SUGOCA의 사용을 개시.
- 2015년 3월 14일 : ANSWER 시스템 도입에 수반해, 무인화.

## 인접 역
| 가시 선                | 가시 선   | 가시 선          |
| ---------------------- | --------- | ---------------- |
| 간노스 사이토자키 방면 | ■ 가시 선 | 와지로 우미 방면 |